# Genaro Codina
Genaro Codina Fernández (Zacatecas, Zacatecas, México, 10 de septiembre de 1852 - ibidem; 22 de noviembre de 1901) fue un músico y compositor mexicano quien compuso la Marcha de Zacatecas considerada como el segundo himno nacional o como el Himno Nacional de la Charrería Mexicana. Dominaba 10 instrumentos musicales.

## Infancia
Nació en la ciudad de Zacatecas el 10 de septiembre de 1852, en unos de los edificios de la calle de la compañía. Fueron sus padres Santiago Codina y María Dolores Fernández, pertenecientes a familias de clase media. Dirigieron sus esfuerzos en la formación de Genaro y lo inscribieron en un prestigiado colegio que dirigía Luis Galindo. A temprana edad mostró inclinación por el arte y aprendió a ejecutar varios instrumentos, mas el que dominó, fue el arpa. No tuvo educación musical académica. De joven se dedicó principalmente a la pirotecnia y bajo la dirección de Genaro se hacían los fuegos artificiales que se quemaban año tras año, durante las fiestas patrias de Zacatecas. Contrajo matrimonio con Mariana González con quien tuvo dos hijas, Luz y Herlinda. La mayor que era más agraciada, siempre le sirvió para inspirarse y componer. Hizo una marcha al entonces Presidente de la República, Porfirio Díaz, en 1887, quien en agradecimiento lo nombró Contador de la Jefatura de Hacienda en Zacatecas. Para tomar ese puesto, se vio obligado a abandonar el que tenía en la Casa de Moneda.

## Vida
Contrajo matrimonio con Mariana González, emparentando políticamente con el maestro de música y compositor Fernando Villalpando Ávila quien lo motivó a proseguir con sus estudios musicales y más tarde a producir obras. Al nacer sus hijas Luz y Herlinda les dedicó algunas de sus creaciones. Se dice que tocaba el arpa con maestría e interpretaba melodías de moda así como sus composiciones. En 1887 compuso una marcha para el Presidente de México, General Porfirio Díaz , época en que desempeñaba el cargo de contador en la Casa de Moneda. En agradecimiento, el General Díaz, le confió el puesto de contador en la Jefatura de Hacienda, en Zacatecas.
"Esta marcha (la de Porfirio Díaz) obtuvo mucho éxito, bastante fecundo en la composición y casi todas sus obras fueron editadas por la antigua Casa A. Wagner y Levien, de la ciudad 
de México." 

## La Marcha de Zacatecas
La Marcha nació en el Invierno de 1892, la primera instrumentación de la Marcha Zacatecas la hizo el violinista Aurelio Elias, director de la Banda de Música del Hospicio de Niños de Guadalupe. La segunda la llevó a cabo el maestro Villalpando que fue la mejor y es la que se toca en la actualidad. Fue interpretada en el Hospicio de Niños como tema de examen, por la banda del mismo plantel, bajo la dirección del maestro Elias. Después fue ejecutada bajo la dirección del maestro Primitivo Caler, por la Orquesta Típica de Señoritas en el Teatro de la ciudad de Zacatecas, en abril de 1893. 

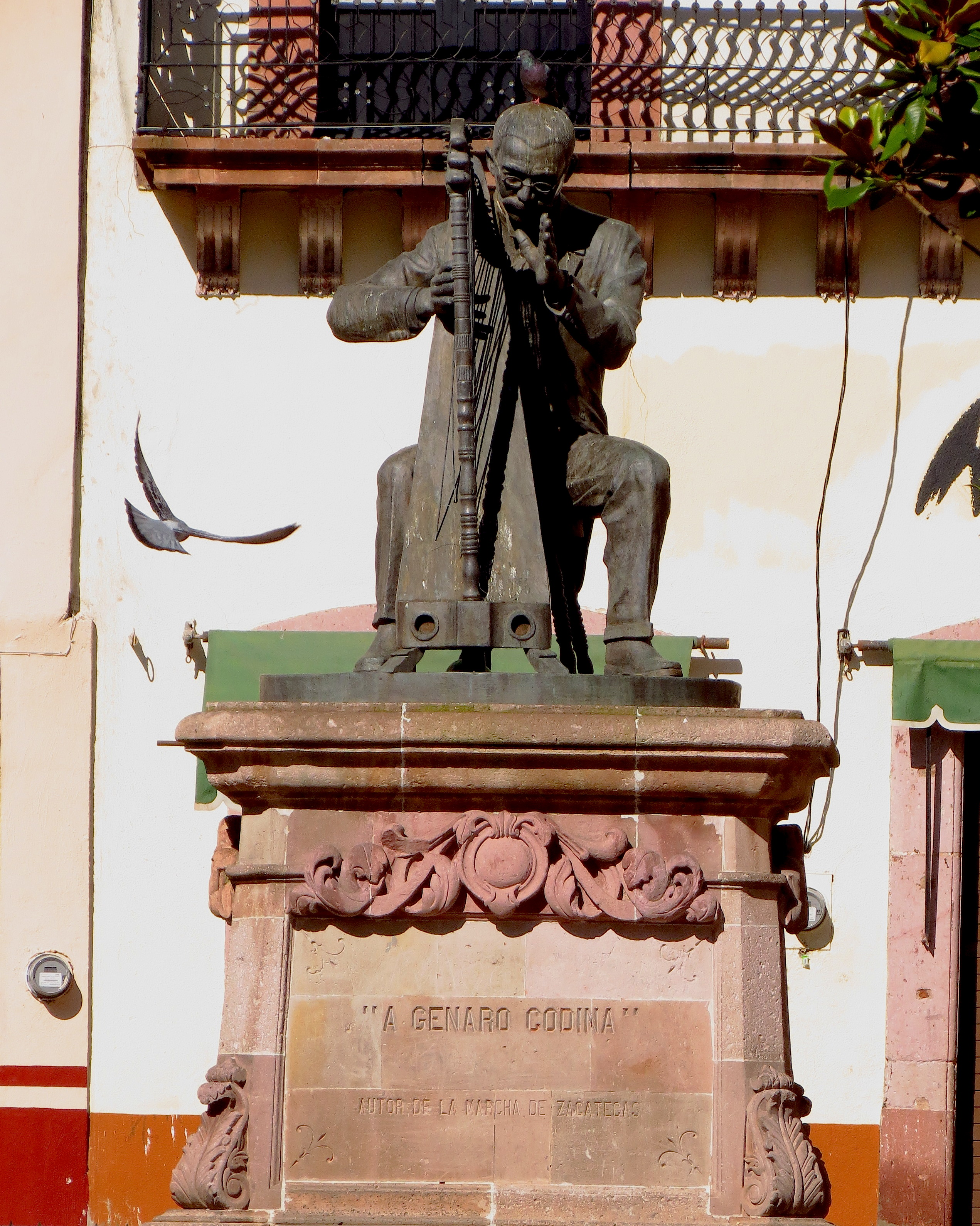
Monumento a Genaro Codina

La Marcha Zacatecas era Marcha Aréchiga, dedicada al entonces gobernador Jesús Aréchiga. El Gobernador declinó el honor de la dedicatoria y sugirió se cambiara a Marcha Zacatecas.
Se dice que una tarde del año de 1891, se hallaban reunidas en la casa del compositor Fernando Villalpando varias personas, entre las que estaba Genaro Codina. Al parecer, al fragor de la conversación surgió un reto entre ambos músicos, que consistía en ver cuál de los dos componía la mejor marcha militar. Hecha la apuesta, se acordó que el vencedor de la justa musical dedicaría su marcha al entonces gobernador de Zacatecas, el general Jesús Aréchiga. 
Cada uno se fue por separado a escribir su marcha, y dicen que días después, mientras paseaba por el parque hoy conocido como Alameda García de la Cadena, Genaro Codina fue bendecido por la inspiración, y de inmediato acudió a su instrumento favorito, que era el arpa, y escribió la primera versión de su marcha. Poco después, esta marcha y la que había compuesto Villalpando fueron sometidas al escrutinio de un jurado privado, y la marcha de Codina fue declarada como la mejor de las dos. 
Fieles al espíritu de la apuesta original, Codina y Villalpando organizaron una serenata con la Banda Municipal de Zacatecas, para presentar la marcha ante el gobernador. Como muestra palpable de que no había mala sangre entre los dos adversarios, Villalpando no sólo hizo el arreglo para la banda sinfónica, a partir del original de Codina para el arpa, sino que también se encargó de dirigir a la banda el día del estreno de la Marcha Aréchiga.

Cuando Don Genaro oyó “Marcha Zacatecas” instrumentada por el Maestro Fernando Villalpando y tocada por la Banda, volteó hacia Villalpando y le dijo: 
"¡Qué preciosa es, no creía que fuera tan linda!” Y se le rodaron las lágrimas. Villalpando le contestó: “tú me la diste desnuda y yo la vestí”, porque él había hecho la instrumentación.”
Años después Salvador Cifuentes, escribió la letra de Marcha de Zacatecas.Esta marcha fue acogida como su himno por las fuerzas del Centauro del Norte, Francisco Villa en la Revolución Mexicana. Benito Mussolinni también acogió la pieza musical para festividades militares en la Guerra Mundial. Haile Selassie, monarca de Etiopía, solicitó en 1934, al presidente Lázaro Cárdenas, el permiso para utilizar la Marcha "Zacatecas" como himno nacional de su país, asunto que le fue negado. Esta marcha es el himno de las organizaciones de Charros de México. Es obvio aunque conveniente mencionar, que es el himno del Estado de Zacatecas tocado en los eventos oficiales en el estado.

## Marcha Porfirio Díaz
Junto con la Marcha Zacatecas, afirma el director de la Orquesta Clásica de México, Carlos Esteva Loyola Genaro Codina hizo la Marcha Porfirio Díaz. "Una pareja de marchas sensacional. Desafortunadamente la de Porfirio Díaz ha estado proscrita cien años." Codina fue un artista popular de las calles de Zacatecas.

## Fallecimiento
Falleció el 22 de noviembre de 1901, en su domicilio de las calles de Compañía, en Zacatecas, sin que de ello se hiciera mención alguna. En 1942 se llevó a cabo un gran acto cívico en el Teatro Calderón en memoria de Codina y Villalpando, el Ayuntamiento de la Ciudad de Zacatecas mandó poner una placa en la casa número 16 de la calle de la Compañía, donde él vivió, desde ese momento cambió de nombre la calle, por el de este destacado compositor. Sus restos descansan en el  Mausoleo de los Hombres Distinguidos Zacatecanos, en el cerro de la Bufa.

## Obras
Entre sus decenas de obras, se encuentran Marchas, polcas, chotis, valses y mazurcas. Aquí unas de ellas:

#### Marchas:[7]
- “Zacatecas”[8]
- “Porfirio Díaz” [9]
- “Patria Mia”[10]
- “México”.[11]
- Típicas Zacatecanas,

- “Polka”
- “Ayeres del Alma”
- “Carmen”
- “Recuerdos”
- “Emma”[12]
- “Lazo Nupcial”
- “Presentimiento”
- “Sueño de Inocencia”

#### Schottish:
- “Chere Ame”,
- “Felicitación”,
- “Una Confidencia”,
- “Canastilla de bodas”, y
- “Elena”.

#### Mazurcas:
- “Acacia”,
- “Los Ojos de Luz”,
- “Lola”,
- “Propaganda Musical”,
- “Gratos Recuerdos”,
- “En EL Silencio de la Noche”,
- “Luz y Herlinda”.
- Fraternidad [13]